# Rhopalophora punctatipennis
Rhopalophora punctatipennis är en skalbaggsart som beskrevs av Linsley 1935. Rhopalophora punctatipennis ingår i släktet Rhopalophora och familjen långhorningar.
Artens utbredningsområde är Guatemala. Inga underarter finns listade i Catalogue of Life.